# Raimundo Rosa Nieto
Raimundo Rosa Nieto (n. Cáceres, España, el 22 de febrero de 1980) más conocido como Rai Rosa, es un exfutbolista y entrenador de fútbol español. Actualmente dirige al C. D. Coria de la Segunda Federación.

## Trayectoria

### Como jugador
Fue un delantero formado en el CP Cacereño y toda su carrera deportiva la realizó en clubs extremeños de Tercera y Segunda División B de España como el propio CP Cacereño, CP Amanecer, UP Plasencia, Club Deportivo Miajadas, CD Diocesano y CD Coria. En 2017, colgaría las botas en las filas del CP Amanecer.

### Como entrenador
En julio de 2018, comenzó en los banquillos dirigiendo al CD Diocesano de la Tercera División de España en la temporada 2018-19. 
En la temporada 2019-20, firma como entrenador del CD Coria de la Tercera División de España. 
El 6 de junio de 2021, el CD Coria logra el ascenso a la Segunda Federación, tras vencer por tres goles a uno al CD Diocesano  en la final de la eliminatoria de ascenso.
En la temporada 2021-22, dirige al CD Coria en su debut en la Segunda Federación. El 27 de mayo de 2022, tras obtener un meritorio quinto puesto en la clasificación y jugar el play off de ascenso a Primera Federación, Rai decide abandonar el conjunto cauriense.
El 7 de junio de 2023, la AD Mérida anunciaría la contratación de Rai como nuevo entrenador para afrontar la temporada 2023-24 del equipo emeritense en Primera Federación. Tras una mala racha de cuatro derrotas consecutivas el conjunto emeritense anunciaría a destitución del técnico extremeño.
En mayo de 2025, el C. D. Coria, recién ascendido a Segunda Federación, anuncia el regreso de Rai Rosa al banquillo del conjunto cauriense.

## Clubes

### Como jugador
| Club         | País              | Año       |
| ------------ | ----------------- | --------- |
| CP Cacereño  | Bandera de España | 1999-2000 |
| CP Amanecer  | Bandera de España | 2000-2002 |
| UP Plasencia | Bandera de España | 2002-2005 |
| CD Miajadas  | Bandera de España | 2005-2008 |
| CP Cacereño  | Bandera de España | 2008-2010 |
| CD Diocesano | Bandera de España | 2010-2012 |
| CD Miajadas  | Bandera de España | 2012-2014 |
| CD Coria     | Bandera de España | 2014      |
| CP Amanecer  | Bandera de España | 2014-2017 |

### Como entrenador
| Club         | País              | Año         |
| ------------ | ----------------- | ----------- |
| CD Diocesano | Bandera de España | 2018-2019   |
| CD Coria     | Bandera de España | 2019-2022   |
| AD Mérida    | Bandera de España | 2023        |
| C. D. Coria  | Bandera de España | 2024 - Act. |